# Йиксі (Меремяе)
Йиксі (ест. Jõksi) — село в Естонії, входить до складу волості Меремяе, повіту Вирумаа.